# Cephalotes simillimus
Cephalotes simillimus är en myrart som först beskrevs av Kempf 1951.  Cephalotes simillimus ingår i släktet Cephalotes och familjen myror. Inga underarter finns listade.